# Бобырец
Бобырец (лат. Petroleuciscus borysthenicus) — вид лучепёрых рыб из семейства карповых.

## Описание
Длина тела до 11 см, масса 17 г. Продолжительность жизни до 7-8 лет. Тело достаточно высокое и толстое, слабо сжатое с боков. Рот маленький. Спина темно-серая с зеленоватым или синеватым оттенком, бока буровато-серебристые, иногда почти золотистые, брюхо серебристо-белое. С начала спинного плавника до конца чешуйчатого покрова посередине сторон проходит тёмная полоса шириной 1,5-2,5 чешуи. Над боковой линией часто имеются тёмные пятна. Спинной и хвостовой плавники тёмно-серого цвета, парные и анальный плавники — желтоватые, оранжевые или красные. Радужка глаза серебристая, сверху желтоватая. Во время размножения окраска приобретает золотистости, парные и анальный плавники становятся ярко оранжевыми или красными, радужка — оранжевой, голова и туловище самцов покрываются белыми роговыми бугорками.

## Ареал
Распространение вида: реки бассейнов Эгейского, Мраморного, Чёрного, Азовского морей.
На Украине вид распространён в бассейнах низовьев Дуная, Днестра, Южного Буга, Днепра, отмечался в Днестровском и Днепровско-Бугском лиманах. Обитает на среднем течении Южного Буга, в бассейне среднего (реки Ирпень, Тетерев, Рось, Трубеж и др.) и верхнего течения Днепра, а также в низовьях рек северного побережья Азовского моря (реки Лозовата, Обиточная, Берда и др.).

## Биология
Пресноводная речная стайная жилая рыба прибрежной зоны. Держится среди зарослей водной растительности, в местах со слабым течением и чистой водой, выдерживает небольшую соленость лиманов, избегает коренного русла и стоячей воды. Размножаться начинает через год после рождения, массово в 2-3 года. Нерестовый период длится с конца апреля до конца мая, когда рыбы образуют большие скопления. Плодовитость до 18 тысяч икринок и более. Икра клейкая, откладывается несколькими порциями среди водной растительности на мелководье. Питаются личинками и взрослыми насекомыми, которые падают в воду, мелкими ракообразными и другими беспозвоночными, а также водорослями и мягкими частями высших растений.